# Manuel Fuster i Arnaldo
Manuel Fuster i Arnaldo (Lleida, 29 de maig de 1808 - Lleida, 18 de maig de 1864) fou un advocat i polític lleidatà.
Manuel Fuster era fill del notari Manuel Fuster i Vaquer, paer en cap de Lleida el 1837, i de Raimunda Arnaldo i Grasselles. Es llicencià en Dret a la Universitat de Cervera i exercí d'advocat a la ciutat de Lleida. Fou jurista de la paeria entre l'any 1834 i el 1837, i en 1840 resultà nomenat secretari de la diputació. El 1842 fou escollit paer en cap en les files del Partit Progressista, càrrec que desenvolupà durant un any. En 1849 fou nomenat un altre cop secretari de la Diputació de Lleida. Fuster governà la ciutat de nou durant un segon mandat que es prolongà de 1859 a 1862 en les files de la Unió Liberal. En els anys de govern progressista (1840-1843 i 1854-1856) va pertànyer a la Milícia Nacional, essent capità d'infanteria en el primer període i tinent del cos de cavalleria en el segon. Fou degà del Col·legi d'Advocats de Lleida de 1855-1860. El 10 de maig de 1919 s'inaugurava un monument als Camps Elisis, obra de Miquel Blay, en record de la seva memòria.

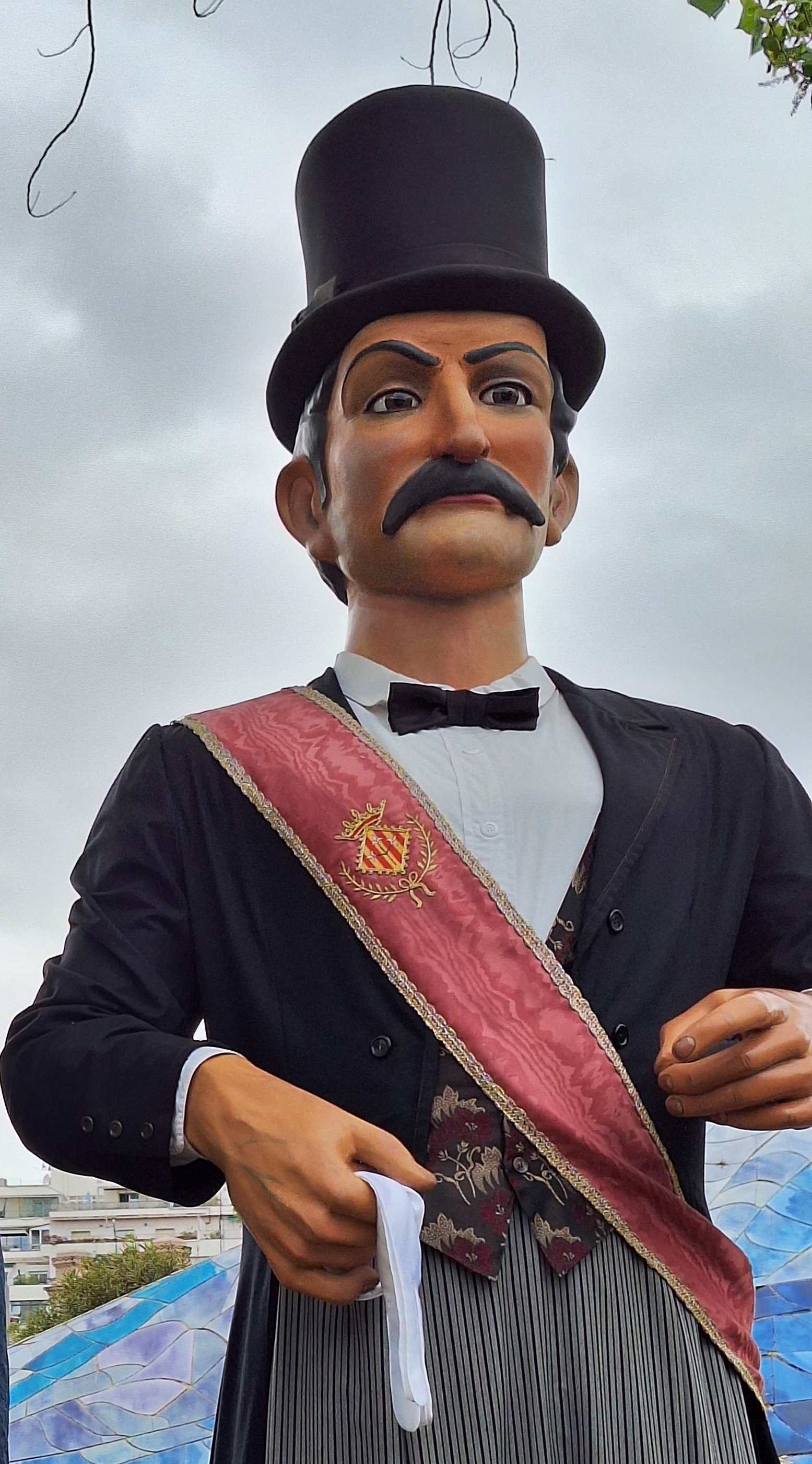
Els gegant de Cappont representa l'alcalde Fuster, com a homenatge.

Sota el mandat de Fuster s'enderrocaren les muralles de la ciutat, es projectà el Parc dels Camps Elisis (que inaugurà el paer en cap Josep Sol en 1863), arribà el ferrocarril i s'assentaren les bases del model urbanístic actual de Lleida.
L'any 2009 Lleida celebra l'Any Fuster per commemorar el 150è aniversari del seu mandant.